# Manuel Camacho Fernández
Manuel Camacho Fernández (Sahagún, Castella i Lleó, 11 de maig de 1834 - ?) fou un polític castellà.

## Trajectòria
Funcionari, abans de la revolució de 1868 va treballar al govern civil de Lleó, Oviedo i La Corunya, així com a la Direcció General de Beneficència i Sanitat del Ministeri de Governació. Fins i tot el 1856 fou governador civil interí de la província de Valladolid. Un cop duta a terme la restauració borbònica, el 1875 fou nomenat administrador de la duana de l'Havana (Cuba) fins que fou destituït l'octubre de 1876. Quan tornà a la península fou el promotor amb Mariano Carreras del ferrocarril d'Igualada a Sant Sadurní d'Anoia. Això li facilità ser elegit diputat pel districte d'Igualada del Partit Conservador a les eleccions generals espanyoles de 1879. Es presentà a les eleccions de 1881 pel mateix districte, però fou derrotat pel liberal Bartomeu Godó i Pié.